# Râul Valea Vlădoiu
Râul Valea Vlădoiu este un curs de apă, afluent al râului Șimon. 